# Podaljšan sprednji rob kril
Podaljšan sprednji rob kril (ang. Leading-Edge extension ) je aerodinamična struktura na sprednjem robu kril. Obstaja več tipov, v večini primerov omogočajo lete pri manjših hitrostih in večjih vpadnih kotih.

## Predkrilca
Predkrilca so aerodinamične strukture na sprednjem robu kril. Ko se aktivirajo spremenijo tok zraka nad krilom in omogočajo letenje pri večjih vpadnih kotih. Predkrilca omogočajo lete pri manjši hitrosti in zmanjšajo hitrost, pri kateri se pojavi izguba vzgona. Nekatera so fiksna, druga uvlačljiva, na Antonov An-2 so avtomatska - pri manjših hitrostih se sama aktivirajo in sama pospravijo pri večjih hitrostih.

## "Pasji zob"
"Pasji zob" (dogtooth) je ostra prekinjena struktura na sprednjem robu kril. Po navadi je na naklonjenih (puščičastih) krilih, lahko pa tudi na ravnih krilih. Pasji zob generira vortekse, ki preprečuje odlepitev mejne plasti na zunanjih delih krila pri velikih vpadnih kotih.

## Zavihek "Cuff"
Je fiksna aerodinamična struktura na letalih s fiksnimi krili. Cuff zmanjša hitrost izgube vzgona, podobno kot pasji zob.

## Kink
Prototip bombnika Avro Vulcan je imel delta krilo z ravnim sprednjim robom. Ker je imel težave z upravljanjem so dodali trikotne strukture in tako je nastalo "compound" krilo, ki ima tri različne kote.

## LERX
LERX (Leading-edge root extension) je aerodinamična struktura, po navadi v obliki trikotnika, ki poteka od korena krila do sprednjega dela trupa. Uporabljajo se večinoma na sodobnih lovcih, ker omogoča večje vpadne kote in zmanjša hitrost, pri kateri se pojavi izguba vzgona. LERX generira vrtinec, ki se prilepi na zgornji del krila in s tem preprečuje odlepitev mejne plasti. Pri nekaterih letalih so pred podaljšane robove kril nameščeni tudi premični kanardi, ki jih upravlja krmilni sistem letala. Njihova naloga je usmerjanje zračnega toka preko zgornje površine kril, kar stabilizira mejno plast pri nizkih hitrostih in omogoča stabilnost v primeru prevlečenega leta.
LERX so prvič uporabili leta 1959 na Northrop F-5 "Freedom fighter" .F/A-18 Hornet in Suhoj Su-27 imata posebej velike LERX-e. LERX na Su-27 omogoča izvajanje posebnih manevrov kot so Pugačeva Kobra, obrat kobra in Kulbit.

### Letala s LERX-i
- - Čengdu J-20
  - Šenjang J-13
  - Čengdu J-9
  - L-15 Falcon
  - JF-17 Thunder
  - HESA Shafagh
  - Suhoj Su-27 in njegove različice
  - Suhoj Su-34
  - Suhoj Su-47
  - Mikojan-Gurevič MiG-29
  - Suhoj PAK-FA –  PAK-FA ima gibljive LERX za kontroliranje zračnega toka pri velikih vpadnih kot, podobno kot predkrilca
  - Jakovljev Jak-130
  - F-5 Freedom Fighter
  - F-16 Fighting Falcon in njegov tekmec YF-17 Cobra
  - F/A-18 Hornet/Super Hornet
  - AV-8 Harrier II/RAF Harrier II

## "Čine"
Najhitrejše letalo na svetu Lockheed SR-71 Blackbird, ki doseže Mach 3,2 uporablja t. i. "Čine" (kdaj tudi Strake) - aerodinamične strukture, ki niso združene v trup. "Čine" prispevajo veliko k skupnemu vzgonu.